# Feminiseringen av läraryrket i Sverige

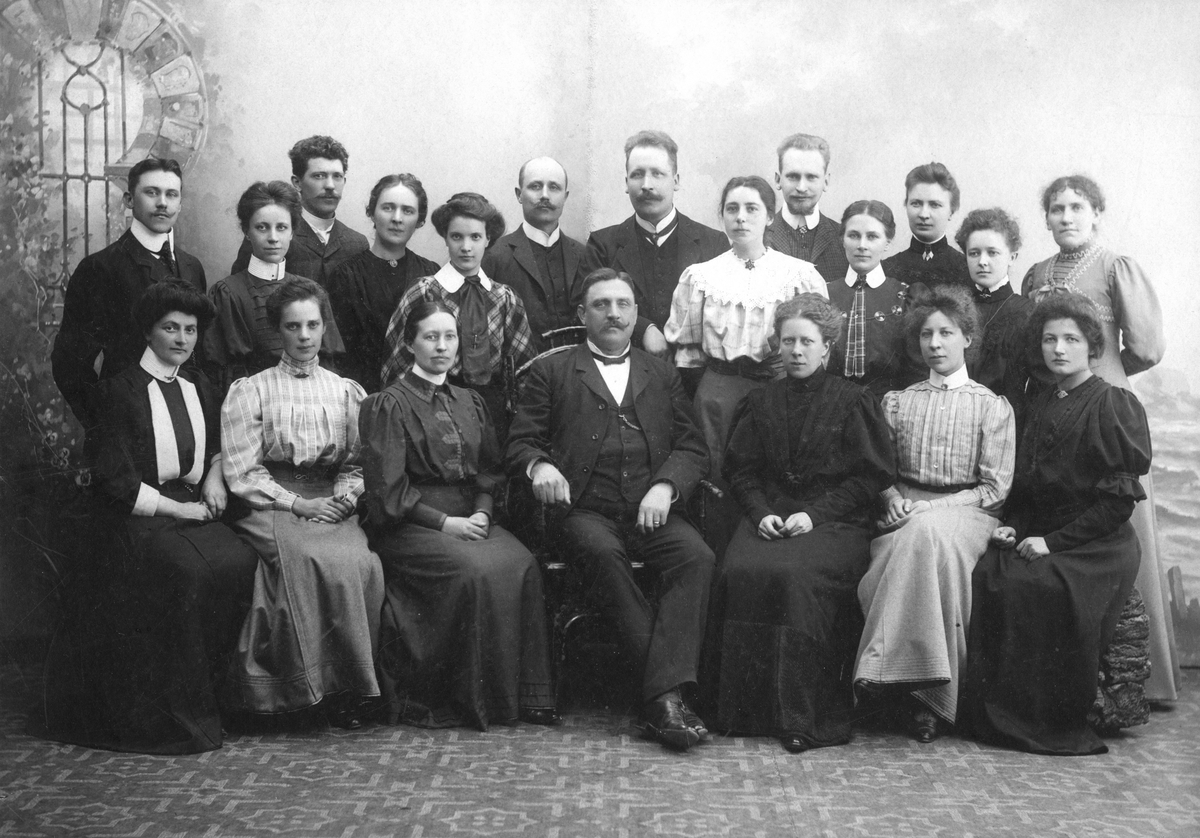
Lärarkåren i Varberg år 1907, små- och folkskola.

Feminiseringen av läraryrket i Sverige syftar på den historiska utveckling, där läraryrket utvecklats från ett yrke endast för män till ett alltmer kvinnodominerat yrke. Utvecklingen har gått längst inom de lägre stadierna; den skedde tidigt i småskolan och successivt från 1860-talet i folkskolan.

## Bakgrund

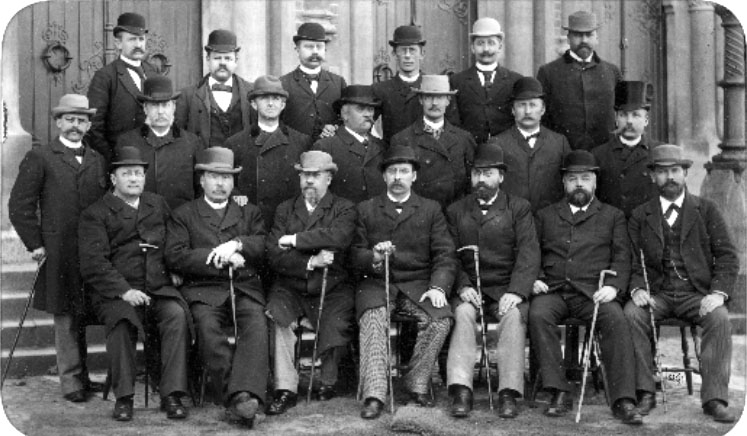
Kvarteret Saturnus, läroverket i Skara. Lärare under läsåret 1895–1896.

Under 1800-talets andra hälft skedde flera betydande förändringar inom läraryrket i det allmänna skolväsendet. Det fanns redan föregångare till det kommande skolsystemet där skolor i olika regi drevs för bönderna på landsbygden, liksom för borgerskapets barn i städerna. Genom inrättandet av den allmänna folkskolan 1842 kom staten att spela en allt större roll i undervisningen. Tidigare hade undervisning i läskunnighet framför allt skett i hemmen. I och med reformationen hade de lutherska idealen om att varje troende själv skulle ta del av guds ord lett till både hemundervisning och husförhör.
Folkskolestadgan som inrättades 1842 innehöll inga bestämmelser om att kvinnor skulle ha rätt till tjänst i den allmänna folkskolan. Det var först under 1850-talet som en rad förordningar gav kvinnor rätt att söka tjänst i det allmänna skolväsendet. Under 1860-talet var ungefär hälften av Sveriges småskollärare kvinnor och vid sekelskiftet var det i princip bara kvinnor som var småskollärare. En liknande utveckling skedde i folkskolan, 1860 stod lärarinnorna för 10 procent av folkskollärarkåren och 1906 för 37 procent. Tjänster på allmänna läroverk blev tillgängliga för kvinnor först 1918. Folkskolereformen, kvinnors förändrade roll i samhället, könsspecifik arbetsdelning och industrialisering är exempel på sådana förändringar som bidrog till feminiseringen.

## Feminiseringen av läraryrket i småskolan

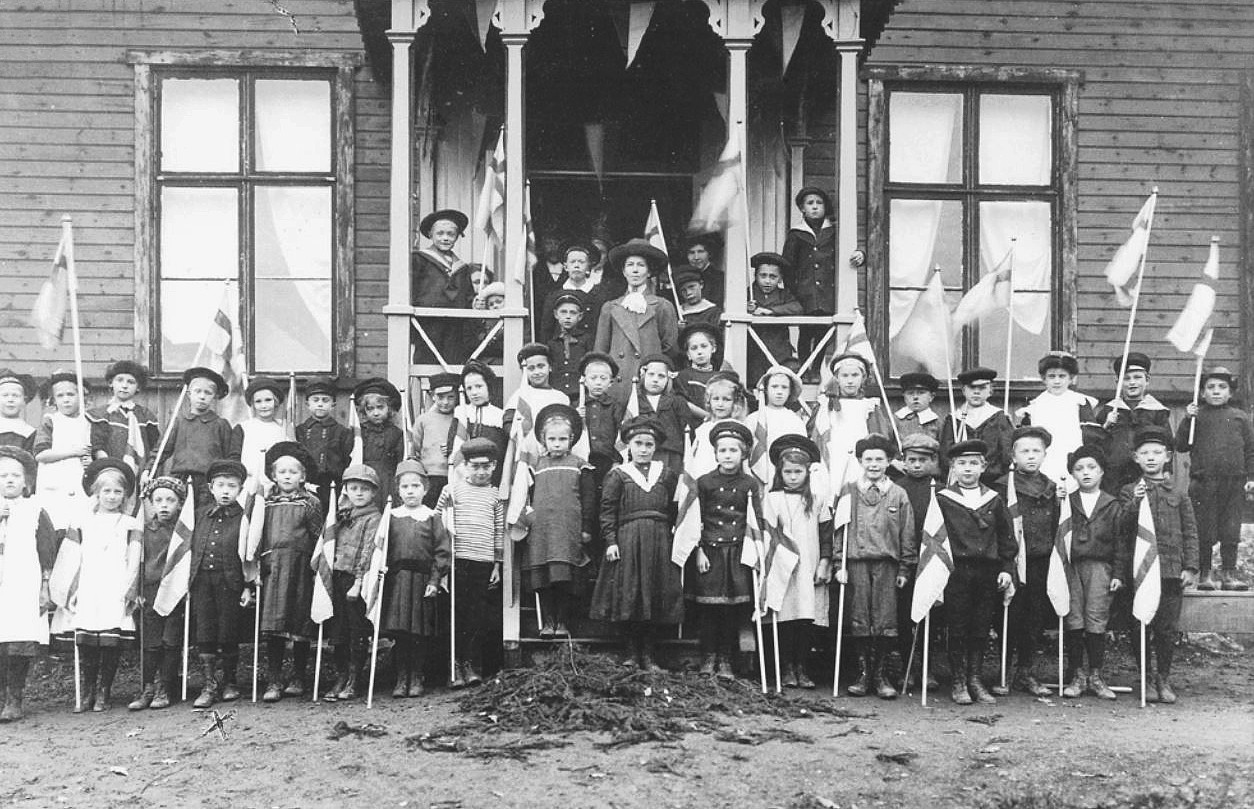
Wiggestabergs skolas småskola med skolklass och småskolläraren Maria Andersson i mitten, 1912.

Under 1856–1858 års riksdag stod det klart att folkskolestadgan höll på att bli ett misslyckande, svensk skola befann sig i en ekonomisk kris. Det var greven och samhällsreformatorn Torsten Rudenschöld som kom med en plan för att bygga upp svensk skola. Hans plan var att skapa ett mellanting mellan motsättningarna mellan den gamla hemundervisningen och det nya folkskolesystemet. Hans förslag var småskolan, en ny sorts skola och förslaget fick ett stort genomslag. Skolorna skulle läggas i enklare lokaler. Det viktigaste var att den skulle ligga nära barnens hem och att den skulle vara billiga för att accepteras på landsbygden. Lärarna skulle komma från allmogen och vara lågavlönade. Således behövde de inte heller vara examinerade. Med en mer lokal och billig undervisning skulle motståndet mot skolan från allmogen brytas. Genom de nya skolreformerna fick kvinnor tillträde i det allmänna skolväsendet och 1858 fick kvinnor söka tjänst i småskolor. Kön spelade inte längre särskilt stor roll så länge barnen lärde sig de nödvändiga minimikunskaperna. Den nya kvinnliga arbetskraften krävde mindre betalt och de skulle snart komma att ta över de nyinrättade småskolorna. Den låga lönen som småskollärare resulterade i att männen ofta hade andra mer högavlönade yrkesmöjligheter och de lämnade därför småskolan. Det var alltså inte riksdagens avsikt från början att småskollärare skulle bli ett renodlat kvinnoyrke men de låga lönerna resulterade i en feminisering. Redan år 1868 var 50 % av småskollärarna kvinnor och i 1878 års normalplan kallas den lärargrupp som arbetar i småskolan för lärarinnor; därmed sågs yrket då som ett kvinnoyrke.
Det som lockade många kvinnor till yrket efter att möjligheten öppnades upp var att det var ett av få yrken som inte innebar kroppsarbete för unga flickor. Unga flickor eller ogifta kvinnor hade få möjligheter till försörjning, det fanns alltså också en hög efterfrågan på arbeten för dessa kvinnor. Att bli lärarinna hade också en prestige, för att bli det behövde man bli utvald av prästen eller av en folkskollärare. Det var alltså hög konkurrens om platserna. Yrket blev därför en del av kvinnotraditionen på vissa platser i Sverige. Könsuppdelningen av yrket varierade dock runt om i Sverige. I vissa delar levde fortfarande traditionen om manliga småskollärare kvar som i Jämtland, Norrbotten och Dalarna.
Småskollärarinnorna hade olika tjänster dels inom småskolan, dels inom folkskolan på glesbygden, vilket var en provisorisk lösning för att spara pengar. Deras rättsliga ställning var i princip obefintlig. Lärarinnorna hade ingen pension förrän 1892. De hade ingen rätt till tjänstebostad förrän 1897. De flesta hade inte rätt att fortsätta sin tjänst efter giftermål förrän 1918 och de hade ingen reglerad minimilön förrän 1897 då den var 350 kr i årslön. Vid samma period tjänade ett kvinnligt skrivbiträde 700 kr per år och en kvinnliga yrkesarbetare 550 kr per år. Således levde lärarinnorna ytterst knapert och den allmänna uppfattningen var att småskollärarinnorna kom från en fattig bakgrund.

## Feminiseringen av läraryrket i folkskolan

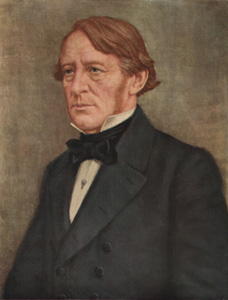
Riksdagsmannen Lars Johan Hierta var den första som motionerade att kvinnor borde anställas även i folkskolan.

Riksdagsmannen Lars Johan Hierta var den första som motionerade att kvinnor borde anställas även i folkskolan. Han motionerade för detta under samma riksdag som småskoleproblem diskuterades 1856–1858. I sin motion argumenterade han för att de manliga lärarnas otrygga ekonomiska situation skulle kunna lösas om även kvinnor kunde få anställning i folkskolan. Vidare argumenterade han för att kvinnor skulle passa bra i folkskolan. Han ifrågasatte varför kvinnor inte skulle kunna sköta undervisningen i allmänna skolor när de gjorde det i enskilda skolor och uppfostringsanstalter. Han pekade även på de vinster skolan kunde göra genom att anställa de mer lågavlönade kvinnorna. Hierta ansåg att yrket passade speciellt bra för ogifta medelklasskvinnor. Riksdagens beslut blev att kvinnor fick arbeta inom folkskolan 1859 så länge en manlig lärare fanns på plats.
Folkskollärarinnedebatten skilde sig från debatten om kvinnorna i småskolan. I småskolan var problemet skolans misslyckande medan i folkskolan var problemet kvinnorna. Kvinnornas inträde i småskolan var ett resultat av en skolpolitisk reform. Folkskollärarinnornas inträde å andra sidan var en effekt av en kvinnopolitisk reform som politiker likt Hierta argumenterade för i riksdagen. De ansåg att för Sveriges fortsatta sociala och politiska utveckling måste arbetsmarknaden öppnas upp för kvinnor och skolväsendet var därför en lämplig sektor att öppna upp. Diskussionen om yrkena hade också ett tydlig klassperspektiv, småskollärarinnorna skulle rekryteras från allmogen medan folkskollärarinnorna skulle rekryteras från medelklassen.
Vid kvinnornas tillträde i folkskolan var de lärare och lärarinnor som hade utbildning vid folkskoleseminarium jämställda. Detta innebar att de fick ta del av samma pensioner, löneförbättringar och rätt att behålla tjänst vid giftermål. De kvinnliga och manliga lönerna kom därför att bli i princip lika. Staten såg männen och kvinnorna i folkskolans lärarkår som likställda vilket var viktigt för yrkets fortsatta utveckling. Detta skilde sig från småskollärarinnorna som redan från början hade en underordnad position gentemot männen. Kvinnorna som sökte sig till folkskolan var generellt sett från en högre klassbakgrund vilket antas vara en av anledningarna till varför kvinnorna inte särbehandlas på samma sätt som småskollärarinnorna.
Hur folkskollärarinnorna skulle utbildas var ett omdiskuterat ämne. Manliga folkskoleseminarier fanns redan men vid en omröstning i domkapitlen blev beslutet att det var olämpligt att utbilda lärare och lärarinnor tillsammans. År 1859 ombildades därför Skara, Kalmar och Strängnäs folkskoleseminarier till kvinnoseminarier. Feminiseringsprocessen tog längre tid i folkskolan än i småskolan då yrket krävde utbildning. Samtidigt som feminiseringen ägde rum skedde också en stor utbyggnad av det allmänna skolsystemet och därför ökade både antalet kvinnliga och manliga lärare.
Det var i städerna som kvinnorna först fick anställning i större omfattning. Andelen kvinnor i lärarkåren år 1882 var i städerna 55 % i jämförelse med 10 % på landsbygden. Detta kan förklaras med den nya arbetsmarknadssituationen som hade uppstått för kvinnor genom industrialiseringens genombrott i städerna. Fler skolor inrättades och det var främst i de nyinrättade skolorna som kvinnorna fick tjänst. I städerna skedde det även flera regleringar i skolan, exempelvis uppdelningen i pojk- och flickklasser som var gynnsamt för kvinnorna. Detta mönster spreds snart till landsbygden och andelen kvinnor började öka även där efter sekelskiftet.

### Kampen mot feminiseringen av folkskolläraryrket
Staten spelade en betydande roll i feminiseringen av läraryrket dels då det var staten som inrättade förordningar om att kvinnor fick tillträde till skolan, dels då det var staten som inrättade de nya kvinnoseminarierna där kvinnorna kunde utbilda sig till lärarinnor. Inom riksdagen fanns det både krafter för och emot kvinnor i läraryrket. Det var en ständig debatt då nya seminarium skulle inrättas huruvida dessa skulle vara för kvinnor eller män, då de inte utbildades tillsammans. Debatten präglades av en underton av rädsla för att kvinnorna skulle bli dominerande i yrket.

Vid sekelskiftet började staten reglera vilka som blev antagna till seminarieutbildningarna efter kön eftersom de ville nå en könsbalans. Kvinnorna klarade generellt sätt intagningsproven bättre då de ofta kom från en högre samhällsklass och hade en högre grundutbildning än männen. Männen hade ofta endast folkskola som grundutbildning samtidigt som 20 % av kvinnorna hade tagit studenten. Kvinnorna som sökte sig till läraryrket hade alltså avsevärt högre grundkompetens än männen. Samtidigt var det betydligt fler kvinnor än män som sökte sig till läraryrket. Konsekvensen blev att 112 kvinnor som hade klarat intagningsprovet nekades plats samtidigt som endast 5 män var i samma situation. Statens mål att nå könsbalans i lärarkåren missgynnade kvinnorna och bromsade feminiseringen av yrket. Staten ansåg inte längre kompetensen som det viktigaste hos en lärare, könet hade blivit viktigare.

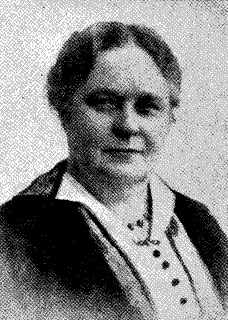
Folkskolläraren Adèle Wetterlind argumenterade för att flickor och pojkar bör fostras lika och var även den som kallade till det första lärarinnemöte 1892 i Jönköping.

I samband med allt fler kvinnors inträde i yrket ökade också antalet kvinnor som deltog i de allmänna lärarmötena. Men från sekelskiftet skedde det en förändring som innebar att kvinnorna hade det svårare att komma till tals vid mötena. Under samma period skedde en professionaliseringsprocess vars syfte var att höja yrkets status. I och med professionaliseringsprocessen hade mötena fått en expertprägel som hindrade kvinnorna från att ta plats. Många kvinnor vågade inte längre tala offentligt då det fanns ett manligt maktmönster. En av kvinnorna som trots detta var framstående under mötena, framför allt i debatten om lärarinnornas nedtystande var Adèle Wetterlind. Hon argumenterade exempelvis för att flickor och pojkar bör fostras lika. Hon kallade också till det första lärarinnemöte 1892 i Jönköping. Wetterlind kom senare att kämpa för kvinnlig rösträtt där lärarinnorna klart var den dominerande yrkesgruppen.
Trots att folkskollärarinnorna oftast kom från en högre klassbakgrund och därför hade en generellt sett högre utbildning än de manliga lärarna var det inte förrän på 1890-talet som de blev representerade i Sveriges allmänna folkskollärareförening (SAF), riksorganisationen för folkskollärare. Därefter ökade andelen kvinnor men inte i proportion till den verkliga könsfördelningen, männen förblev överrepresenterade. Trots att kvinnor representerade 70 % av läraryrket var det ytterst få som vid sekelskiftet fick ta plats i Sveriges allmänna folkskollärarförenings centralstyrelse. De som har lägst status inom läraryrket var småskollärare som totalt dominerades av kvinnor medan de högsta posterna i den centrala ledningen dominerades av män. Desto högre upp i status rangen man kommer inom läraryrket minskade andelen kvinnor.
Under 1890-talet blev löneskillnaderna mellan män och kvinnor större i städerna och kvinnorna började föra en separat dialog utanför mötesverksamheten. Samtidigt fanns det drivkrafter från kyrkligt håll om att gifta kvinnor inte bör få behålla sin tjänst. Anledningen till förslaget om giftermålsförbud var att gifta lärarinnor inte skulle orka med både familjeliv och arbetsliv. Det var under denna period som kvinnorna upptäckte den könsliga omstruktureringen som var på gång och de insåg att de blev diskriminerade. Utbildningsmöjligheterna för kvinnorna ökade inte i takt med efterfrågan samtidigt som karriärmöjligheterna inte var öppna för kvinnor och giftermålsförbud hotade.
Lärarinnorna fick lägre löner än männen även om deras arbetstid, erfarenheter och utbildning var densamma som de manliga kollegorna. Löneskillnaderna mellan lärarinnorna och lärarna ökade vid sekelskiftet. Samtidigt var de statliga minimilönerna densamma och statsbidraget var också lika. Så hade det varit sedan kvinnorna fick tillträde till yrket. Den statliga likalönsprincipen diskuterades dock flera gånger i riksdagen under 1800-talet. Det som skilde lönerna åt var de förmånerna som på landsbygd betydde bostad, bränsle, ko-foder och trädgårdsland och i städerna mer pengar.
På ett ombudsmöte i SAF 1903 hade röster höjts för löneskillnader mellan män och kvinnor. Denna kännedom ledde till att lärarinnor runt om i landet började organisera sig och ett mer riksomfattande samarbete mellan kvinnorna inleddes. De som argumenterade för borttagandet av likalönsprincipen menade att kvinnorna hade mindre behov av pengar, att folkskolan bör följa samma mönster som andra yrkesgrupper där kvinnor har lägre lön och att männen orkade med tyngre klasser och bör därför betalas mer. Röster i riksdagen uttryckte även att en alltför långt gången feminisering i läraryrket bromsade professionaliseringen. Genom att ge männen högre löner kunde man behålla dem i läraryrket och professionaliseringen skulle inte bromsas. Istället för en likalönsprincip presenterades en lika-förmånligt-ställda princip. Krav hade länge ställts på att lärarna skulle få högre löner vilket kunde genomföras genom att överge likalönsprincipen och därmed offra kvinnorna.
| Ecklesiastikministern Fridtjuv Berg (vänster) skrev en proposition om att lärare och lärarinnors statliga löner bör åtskiljas, något bland andra Elsa Eschelsson (höger), Sveriges första kvinnliga juris doktor och docent, uttryckte sitt motstånd mot. |  | Ecklesiastikministern Fridtjuv Berg (vänster) skrev en proposition om att lärare och lärarinnors statliga löner bör åtskiljas, något bland andra Elsa Eschelsson (höger), Sveriges första kvinnliga juris doktor och docent, uttryckte sitt motstånd mot. |
| Ecklesiastikministern Fridtjuv Berg (vänster) skrev en proposition om att lärare och lärarinnors statliga löner bör åtskiljas, något bland andra Elsa Eschelsson (höger), Sveriges första kvinnliga juris doktor och docent, uttryckte sitt motstånd mot. |  | |

Det var den nyblivne ecklesiastikministern Fridtjuv Berg som skrev propositionen om att lärare och lärarinnors statliga löner bör åtskiljas. Han ställde sig bakom att en fortsatt professionalisering av läraryrket inte kunde förenas med den feminisering som skedde. SAF:s centralstyrelse ställde även de sig bakom beslutet om att överge likalönsprincipen. Det var flera som uttryckte sitt motstånd mot ett upphävande av likalönsprincipen. En av dem var Elsa Eschelsson, Sveriges första kvinnliga juris doktor och docent, som i sin biografi "Några ord med anledning af Kungl. Maj:ts proposition till riksdagen angående folkskolelärornas lönereglering" (1906) argumenterade mot Bergs proposition. Hon ifrågasatte det faktum att det endast var män som hade makten i frågan om lärarinnornas löner, då kvinnor inte hade någon politisk makt vid den tiden. Folkskollärarinne-representanten i SAF:s centralstyrelse Anna Larsson-Lessel uttryckte också sitt motstånd mot hävandet av likalönsprincipen, vilket påvisade att det fanns en splittring i SAF:s centralstyrelse och att alla inte stod bakom hävandet av likalönsprincipen.
Utöver Eschelsson och Larsson-Lessel skrev 1 200 folkskollärarinnor på en petition till riksdagsmännen om att behålla likalönsprincipen. Lärarinnorna höjde sina röster mot olika lön för lika arbete. Under påsklovet 1906 bildades en ny riksdagsorganisation Sveriges Folkskollärarinneförbund i protest mot att regeringen och SAF hade svikit kvinnorna i lönefrågan. Organisationen ifrågasatte också den ojämna könsfördelningen i SAF:s styrelse och att överlärartjänsterna endast var öppna för män. Organisationens fortsatta uppgift blev att bevaka lärarinnornas rättigheter inom lärarkåren. Trots lärarinnornas motstånd gick löneregleringen igenom enligt Bergs förslag. Propositionen utlöste en debatt i riksdagen och sex motioner i frågan väcktes. Vissa ansåg att läraryrket bör feminiseras och att behålla männen i yrket var slöseri på statens resurser. Andra i linje med lärarinneförbundet ansåg att brytandet av likalöns traditionen var en kränkning mot lärarinnorna då de hade samma arbetsuppgifter och kompetens. Det fanns även ett dolt klassargument i frågan, folkskollärarinnorna kom i regel från en högre social bakgrund, en viss klasställning krävde en viss lön. Men de allra flesta ställde sig bakom principen "lön efter kön". De ansåg i linje med Bergs proposition att kvinnornas sämre fysiska förmåga hindrade dem från att utföra lika värdefullt arbete. Fridtjuv Berg uttryckte detta i kammardebatten “Lärare och lärarinnor presentera måhända lika mycket arbete --- och säkerligen lika värdefullt arbete, men de presenterar helt visst icke samma slags arbete.”
Regleringen sågs bland lärarinnorna inte bara som ett bakslag för dem utan för alla Sveriges arbetande kvinnor. Lärarinnorna kände sig kränkta och besvikna på sina manliga kamrater som hade övergett dem i lönefrågan för deras egen vinnings skull. Lönestriden 1906 var inte bara en strid för lärarinnorna det var också en strid mot ett statligt förtryck gentemot kvinnor. Resultatet av hävandet ledde till en konflikt i lärarkåren. Det fanns nu fyra trappsteg inom Sveriges lärarkår: överlärare, folkskollärare, folkskollärarinnor och småskollärare. De två övre stegen med högst status tillhörde männen och de två lägre stegen tillhörde kvinnorna. Lärarinnornas framtida engagemang för kvinnlig rösträtt har sin grund i lönestriden 1906 då lärarinnorna var maktlösa.

## Feminiseringen av läraryrket i läroverken
År 1918 fick ogifta kvinnor möjlighet att få tjänsten som läroverkslärare. Dessförinnan hade kvinnor inte haft rätten att undervisa eller undervisas inom den lärda skolans ram. Flickor kunde endast ta studentexamen på privata flickskolor eller på egen privat väg. År 1870 fick kvinnor tillgång till vissa universitets- och fackhögskoleutbildningar. De kvinnor som hade utbildat sig till läroverkslärare hade trots det ingen rätt till yrken i den statliga sfären. De kunde därför inte utöva sin profession inom det statliga utbildningssystemet utan fick söka sig till privata institutioner som enskilda samskolor och flickskolor. Att öppna läroverken för kvinnliga lärare möttes av stort motstånd. Snart kom de kvinnliga akademikerna att driva kampen om rätten till lärartjänst vid läroverken.

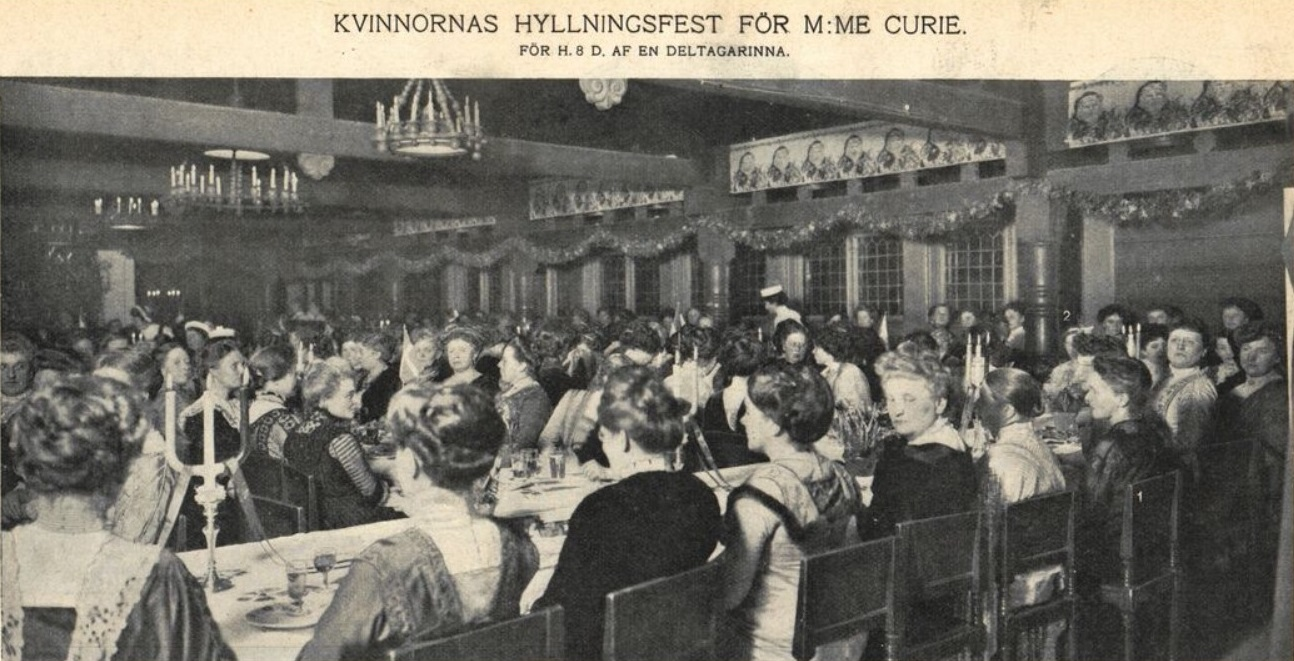
Akademiskt bildade kvinnors förening (ABKF) kom att bli den grupp som var mest högljudd i frågan om kvinnors rätt till högre statliga tjänster.

Kvinnorna började organisera sig i olika politiska kvinnoföreningar och rösträttsföreningar. Akademiskt bildade kvinnors förening (ABKF) kom att bli den grupp som var mest högljudd i frågan om kvinnors rätt till högre statliga tjänster. Elsa Eschelsson var Akademiskt bildade kvinnors förenings första ordförande. ABKF valde att föra fram argument som fokuserade på deras rent professionella kompetens. De använde sin akademiska utbildning som maktmedel för att försöka urholka det manliga kunskap- och yrkesmonopolet. ABKF fick genom ombud ta sig in i det politiska maktspelet då de själva saknade politiska rättigheter. De vände sig till allierade män i riksdagen som 1905 lade fram en motion om att kvinnor inte längre borde utestängas från fullmaktstjänster, där läroverkstjänsterna ingick. Men motionen gick inte igenom och möjligheten för kvinnor att bli läroverkslärare blockerades också i fortsättningen av paragraf 28 i regeringsformen som förbehöll fullmaktsjänster åt svenska män. Feminiseringsprocessen försenades ytterligare av att man två år senare begärde två stora utredningar kring statliga tjänster, vars resultat man valde att invänta.
År 1914 kom frågan att ta ett stort steg framåt. I Lärarlönenämnden fanns det en kvinnlig akademiker som var sakkunnig och många av hennes krav kom att gå igenom. Hon argumenterade för att läroverken bör öppnas för kvinnliga lärare, att det skulle inte ska råda något giftermålsförbud som skulle hindra kvinnor från tjänst efter giftermål och för att kvinnor också skulle kunna besitta rektorstjänster vid samskolor och vid högre lärarseminariet.
De manliga motståndarna till kvinnornas inträde i yrket argumenterade för att kvinnornas svagare psyken, fysiska konstitution och kvalifikationer gjorde dem olämpliga för yrket. Striden om kvinnors rätt till läroverkslärartjänsten var en maktkamp som för männen handlade om att utestänga kvinnorna från statusyrken. Från och med år 1918 kunde en ogift kvinna få behörighet som lektor och adjunkt vid läroverk och rektorstjänst vid vissa läroanstalter. Möjligheter fanns att behålla sin tjänst vid giftermål men endast efter medgivande av Kunglig Majestät. Kvinnor kunde nu inte bara utbilda sig till tjänsten utan även inneha den.